# Maja Włoszczowska
Maja Martyna Włoszczowska (* 9. listopadu 1983 Varšava) je polská reprezentantka v jízdě na horském kole.
V roce 2003 se stala mistryní světa v maratonu. V disciplíně cross country získala na LOH v roce 2008 v Pekingu stříbrnou medaili, v roce 2009 se stala evropskou šampionkou, o rok později mistryní světa.
V červenci 2016 v MS horských kol v Novém Městě na Moravě dojela vinou defektu na 4. místě místo na stříbrné pozici, kterou si po celý závod držela. Do cíle vjela ve shodném čase jako bronzová Kanaďanka Emily Betty, o pořadí musela rozhodnout cílová fotografie.